# Eupithecia crenata
Eupitecia crenata es una especie de polilla de la familia Geometridae. La especie fue descrita por primera vez por András Mátyás Vojnits en 1975 con distribución en Armenia. La especie holotipo fue descrita en el monte Sojuch y Ordubad en el sur de Armenia. Tiene similitud con otras especies de la región, incluyendo E. clavifera, todos parte del grupo de especies E. graphata.